# Astronomischer Kalender
Ein astronomischer Kalender ist ein Kalender, der nicht durch arithmetische Regeln, sondern durch astronomische Ereignisse wie Mondphasen, Sonnenstände, Auf- und Untergang von Himmelskörpern bzw. deren Positionen, Herbst- bzw. Frühlingsäquinoktium oder einer Kombination daraus, definiert wird.

## Sonnenkalender
Die Sonnenkalender richten sich nach dem Gang der Erde, das heißt, dass zum Beispiel jeder Jahresanfang mit derselben Stellung der Erde im Sonnensystem zusammenfällt. Die Kalender heißen wohl Sonnenkalender (und nicht etwa Erdkalender), weil sich ja die Sonne auf der Ekliptik zu bewegen scheint, während sich tatsächlich die Erde bewegt. Ein Sonnenkalender wird durch die Beobachtung der 4 Jahresdaten Frühlingspunkt (Frühjahrs-Tag-und-Nacht-Gleiche), Sommersonnenwende, Herbstpunkt (Herbst-Tag-und-Nacht-Gleiche), Wintersonnenwende bestimmt. Eine wesentliche Frage bei den einzelnen Sonnenkalendern ist die Festlegung des Anfangs- und Endpunktes des Jahres. (siehe auch Sonnenjahr, Sonnenzyklus)
Beispiele:
- Iranischer Kalender (beginnend mit dem Frühlingsäquinoktium)
- Französischer Revolutionskalender (ab dem 24. August 1795, beginnend bis mit dem Herbstäquinoktium)

Der Julianische und der darauf aufbauende Gregorianische Kalender beruhen mit ihrer Jahreslänge von 365 bzw. 366 Tagen zwar auf dem mittleren tropischen Sonnenjahr, sind aber nicht beobachtungsbasiert, sondern beruhen auf einer fixen Jahreslänge, die durch einen arithmetischen Kalenderalgorithmus ergänzt wird.
Von einem astronomischen Sonnenkalender ist die astronomische Jahreszählung zu unterscheiden, die unseren Kalender in negativer Richtung über ein Jahr null hinaus führt und folglich auch mit negativen Zahlen arbeitet.

## Mondkalender

### Synodischer Mondkalender
Die synodischen Mondkalender richten sich im Gegensatz zu den Sonnenkalendern ausschließlich nach den Mondphasen. Dabei werden die Monate auf die Mondphasen, welche sich ja besonders einfach wahrnehmen lassen, abgestimmt. Da sich aber ein Jahr nicht durch eine ganze Anzahl von Mondphasen teilen lässt, gerät ein Jahr in einem Mondkalender zu kurz oder zu lang. Das heißt, der Jahresanfang verschiebt sich mit den Jahren.
Prinzipiell ist aber die Beobachtung der Mondphasen mit ihrer Periode von 29,53 Tagen schwierig, denn rein visuell lässt sich die Phase nur bei Halbmond präzise bestimmen (hier begann der Monat im keltischen Kalender). Selbst der Vollmond ist schwer auf den Tag genau auszumachen. Der Neumond ist prinzipbedingt unbeobachtbar. Die erste "Sichel" (die Antike nannte diese „Neumond“ oder „Neulicht“, hier ließen die Perser den Monat beginnen) zeigt sich erst einen oder manchmal auch zwei Tage nach Neumond, sodass sie auch nicht zur genauen Bestimmung des Tages taugt, von den Sichtbedingungen des Wetters ganz abgesehen. Im alten Babylonien, Jerusalem und Rom oblag die Festlegung des „Neumondes“ folgerichtig besonderen Priestern und wurde mit Hörnern und Trompeten verkündet. Im Alten Ägypten richtete sich der Anfang der ägyptischen Mondkalender (trotz des Namens kein reiner Mondkalender) nach der letzten Altlicht-Sichtung.
Beispiele:
- Römischer Kalender
- Islamischer Kalender (zivil)

### Siderischer Mondkalender
In sehr früher Zeit, vermutlich bereits in der Altsteinzeit, orientierte man sich an der Position des Mondes vor dem jeweiligen Fixsternhimmel (Sternkreiszeichen). Denn der Mond zeigt seine jeweilige Position vor dem Hintergrund des Sternenhimmels taggenau an. Entsprechend der siderischen Umlaufzeit von 27,32 Tagen kannte bereits die alte chinesische und arabische Astrologie, in den ältesten Teilen des altindischen Rgveda aus dem 2. Jahrtausend v. Chr. „Häuser“ genannt, 27 verschiedene Positionen, wonach jeder Tag des Mondmonats genau bestimmt werden konnte. Erst spät kam ein 28. Tag dazu. Daraus wurde das bereits in der Altsteinzeit bekannte Siderische Mondjahr von 355 Tagen und 13 Monaten zu 27 Tagen, die wiederum in jeweils 3 Wochen zu neun Tagen unterteilt waren, gebildet. Dieses Mondjahr korreliert nicht mit dem Sonnenjahr, der siderische Monat nicht mit den Mondphasen. Die Jahreszeiten verschieben sich sukzessive, was für nomadisierende Völker wie die Jäger und Sammler in der Altsteinzeit kein Problem darstellt. Der siderische Mondkalender ist die älteste Kalenderform überhaupt und stellt einen reinen Mondkalender dar.
Der Siderische Mondkalender lebt vor allem bei nomadisierenden Völkern und in den Astrologischen Kalendern der alten Völker fort.
Beispiele:
- Rigveda
- Chinesische Astrologie
- Arabische Astrologie

## Lunisolarkalender
Beim Lunisolarkalender (Luna = Mond, Sol = Sonne) richten sich wie beim Mondkalender die Monate nach den Mondphasen. Damit sich aber dennoch nicht die Jahresdaten verschieben, werden nach bestimmten Regeln Schaltmonate eingefügt.
Beispiele:
- Jüdischer Kalender
- Thailändischer Mondkalender
- Tibetischer Kalender
- Chinesischer Kalender
- Hinduistischer Kalender

## Stellarer Kalender
Beim stellaren Kalender richten sich die Jahresdaten nach dem Stand der Sterne. Sonne und Mond nehmen in dieser Kalenderform untergeordnete Rollen ein und sind den jeweiligen Sternpositionen jahreszeitlich angepasst.
Beispiele:
- Ägyptischer Sothis-Kalender – Jahr beginnt mit dem heliakischen Aufgangsdatum von Sirius
- Koptischer Kalender
- Maya-Kalender